# الن جورج برنارد فیشر
آلن جورج برنارد فیشر (۱۸ اکتبر ۱۸۹۵ در کرایست‌چرچ، نیوزیلند- ۸ ژانویه ۱۹۷۶ در لندن، انگلستان) یک اقتصاددان معروف نیوزیلندی بود.